# Massif de Samnaun
Le massif de Samnaun (allemand : Samnaungruppe) est un massif des Alpes orientales centrales. Il s'élève entre l'Autriche (Tyrol) et la Suisse (canton des Grisons), sur la rive gauche de l'Inn. Il tient son nom de la localité de Samnaun, au fond du val du même nom, au cœur du massif.
Il appartient aux Alpes rhétiques.
Le Muttler est le point culminant du massif.

## Géographie

### Situation

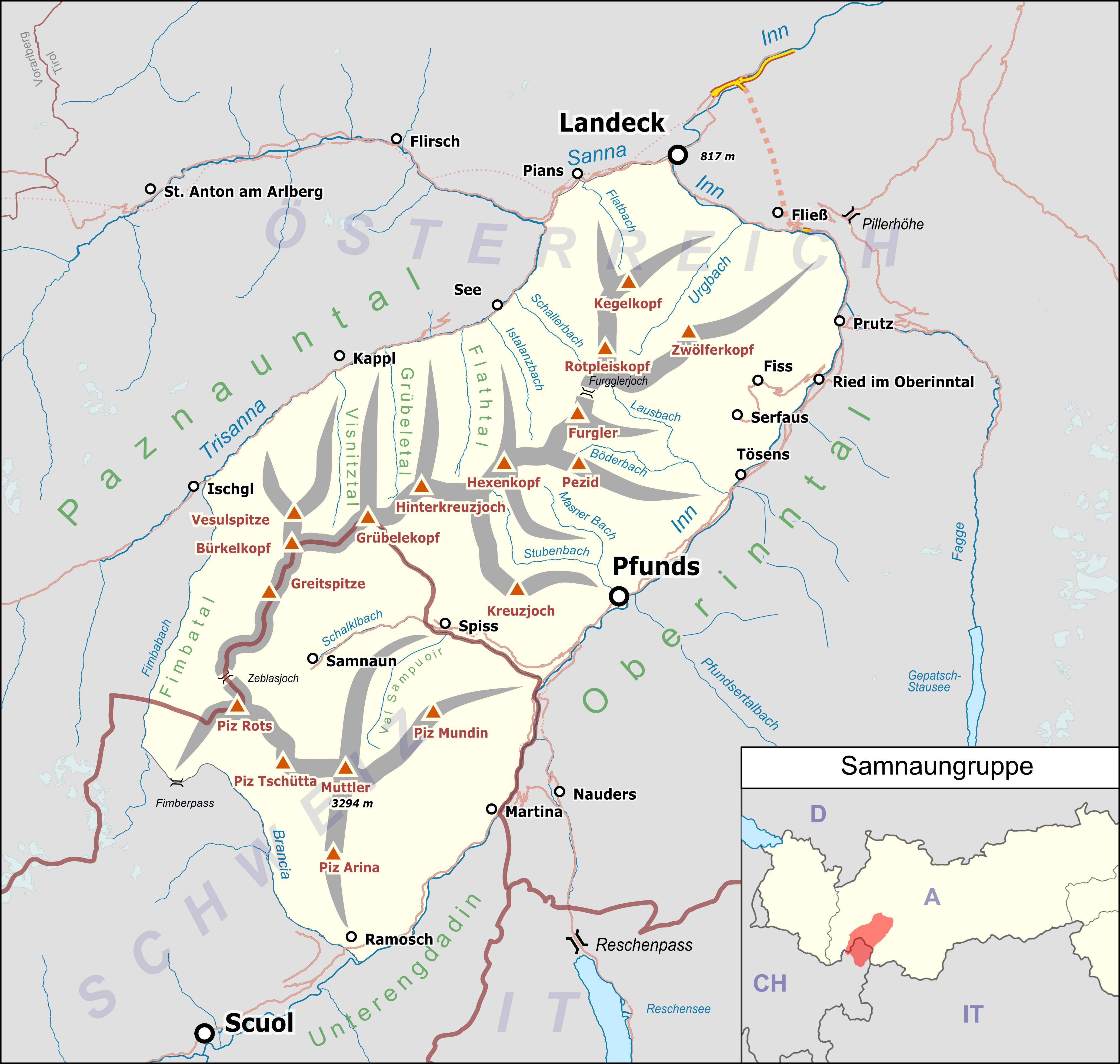
Carte du massif de Samnaun.

Le massif est entouré des Alpes de Lechtal au nord, des Alpes de l'Ötztal à l'est, de la chaîne de Sesvenna au sud, du massif de Silvretta au sud-ouest et du massif de Verwall au nord-ouest.
Il est également bordé au nord-ouest par la rivière Trisanna.

### Sommets principaux
- Muttler, 3 296 m
- Piz Tschütta (en), 3 258 m
- Stammerspitze (de), 3 254 m
- Piz Mundin (en), 3 146 m
- Clucher dal Mundin, 3 120 m
- Vesilspitze (en), 3 115 m
- Piz Rots (en), 3 097 m
- Vesulspitze (en), 3 089 m
- Piz Malmurainza (en), 3 038 m
- Hexenkopf (en), 3 035 m
- Sulnerspitz, 3 034 m
- Bürkelkopf, 3 030 m
- Gemspleiskopf, 3 017 m
- Furgler, 3 004 m
- Rothbleiskopf, 2 938 m
- Flimspitz (en), 2 929 m
- Grübelekopf (en), 2 894 m
- Greitspitze, 2 870 m
- Piz Val Gronda, 2 811 m
- Visnitzkopf, 2 744 m

## Activités

### Stations de sports d'hiver
- Fiss
- Ischgl
- Ladis
- Landeck
- Samnaun
- See
- Serfaus